# Frederik Hansen (zapaśnik)
Frederik Oluf Hansen (ur. 11 września 1885 w gminie Gladsaxe, zm. 23 stycznia 1981 w Kopenhadze) – duński zapaśnik walczący w stylu klasycznym. Olimpijczyk ze Sztokholmu 1912, gdzie zajął jedenaste miejsce w wadze lekkiej.
Brązowy medalista mistrzostw świata w 1911, a także mistrzostw Europy w 1909. Mistrz Danii w 1911, 1912 i 1913 roku.

## Letnie Igrzyska Olimpijskie 1912
| Konkurencja            | Rundy eliminacyjne   | Rundy eliminacyjne  | Rundy eliminacyjne     | Rundy eliminacyjne      | Rundy eliminacyjne   | Klas. końcowa |
| Konkurencja            | Przeciwnik I         | Przeciwnik II       | Przeciwnik III         | Przeciwnik IV           | Przeciwnik V         | Miejsce       |
| ---------------------- | -------------------- | ------------------- | ---------------------- | ----------------------- | -------------------- | ------------- |
| 67,5 kg styl klasyczny | Árpád Szántó (HUN) Z | Ernő Márkus (HUN) Z | Viktor Fischer (AUT) P | Vihtori Urvikko (FIN) Z | Ödön Radvány (HUN) P | 11.           |